# Тобольская государственная социально-педагогическая академия им. Д. И. Менделеева
Тобольская государственная социально-педагогическая академия им. Д. И. Менделеева — старейший педагогический вуз Сибири, основан в 1916 году как Тобольский учительский институт. Статус академии получен в 2009 году (приказ Федерального агентства по образованию № 1355 от 9 сентября 2009 года).

## История
Тобольская государственная социально-педагогическая академия им. Д. И. Менделеева — одно из старейших высших учебных заведений Западной Сибири. Основано в 1916 году как Тобольский учительский институт. Основные этапы развития:
- 1916—1919 годы — Тобольский учительский институт
- 1920—1939 годы — Тобольский педагогический техникум (педагогическое училище)
- 1939—1954 годы — Тобольский учительский институт
- 1954—1969 годы — Тобольский государственный педагогический институт
- 1969—2009 годы — Тобольский государственный педагогический институт им. Д. И. Менделеева[6]
- 2009—2014 годы — Тобольская государственная социально-педагогическая академия им. Д. И. Менделеева[7][8]
- 2014 год по настоящее время Тобольский педагогический институт им. Д. И. Менделеева (филиал Тюменского государственного университета) .

Особую роль вуз сыграл в истории образования коренных народов Сибири (сибирские татары) и коренных малочисленных народов Севера (ханты,манси, ненцы). В 1928 году на базе Тобольского педагогического техникума было открыто национальное отделение, на котором велась подготовка учителей начальных классов для национальных школ. Отделение подготовило почву для появления татарского педагогического училища в городе Тобольске, национальных педагогических училищ в Самарово (ныне Ханты-Мансийск) и Обдорске (ныне Салехард) в начале тридцатых годов XX века.
В годы Великой Отечественной войны (1941—1945 годы) на базе института действовал объединённый педагогический институт в составе: Ленинградский педагогический институт, Омский педагогический институт, Тобольский учительский институт. В этот период в институте преподавали многие известные педагоги и учёные из Москвы и Ленинграда, в том числе Виноградов Виктор Владимирович — русский литературовед — русист, академик АН СССР, лауреат Сталинской премии, основоположник ведущей школы в отечественном языкознании, член Болгарской академии наук, почётный доктор Пражского университета.
После войны в институте работало два факультета и восемь кафедр, которые готовили учителей физики и математики, русского языка и литературы, татарского языка и литературы для сельских районов и национальных округов Тюменской области. Не хватало дипломированных преподавателей, поэтому приходилось совмещать предметы и даже самостоятельно готовить учебные курсы — так, историк Ю. П. Прибыльский в 1960-е годы разработал и преподавал курс политэкономии. Чтобы улучшить учебную базу института, педагогов направляли на курсы повышения квалификации в МГУ и в Киевский госуниверситет. Большой вклад в формирование коллектива внёс ректор Виктор Михайлович Дерябин. Однако после назначения ректором Тюменского педагогического института он перетянул за собой многих талантливых преподавателей.
Осенью 1970 года Тобольск принимал всероссийскую научную конференцию, посвященную столетию первого музея Западной Сибири, которому присвоили статус Тобольского государственного историко-архитектурного музея-заповедника. Научный коллектив под руководством Ю. П. Прибыльского подготовил сборник материалов конференции и статью в журнале «История СССР».
Новый рывок в развитии вуза связан с деятельностью ректора Вячеслава Алексеевича Дашевского. На кафедре истории КПСС и научного коммунизма начала работать опытный педагог, кандидат исторических наук Майя Александровна Дашевская, после окончания столичной аспирантуры в родной вуз вернулась кандидат философских наук Людмила Александровна Жирова, курс эстетики читал Михаил Ефимович Бударин. В это время зав. кафедрой истории КПСС Ю. П. Прибыльский вошёл в научно-методический совет по общественным наукам Министерства просвещения РСФСР.
Тобольский пединститут в 1970-е годы вёл большую методическую работу в системе просвещения области, проводя очные и выездные курсы повышения квалификации учителей.
В 1979 году была восстановлена прерванная на 25 лет традиция подготовки учителей истории и английского языка высшей квалификации. Основателем и руководителем кафедры отечественной и всеобщей истории, а затем исторического факультета стал доцент В. А. Сыркин.
В 1980 году институт справил новоселье в нагорном корпусе, строительство которого тянулось долгих 10 лет и было завершено благодаря личному вмешательству первого секретаря Тюменского обкома КПСС Г. П.Богомякова. Ректор Ю. М. Конев сделал ставку на подготовку местных кадров, всемерно поддерживая подготовку монографий и диссертаций соискателями учёных степеней.
В 1982 году на базе института состоялась всесоюзная научная конференция, посвященная 400-летию присоединения Сибири к Русскому государству.
В девяностые годы XX века при непосредственном участии и поддержке ТГПИ им. Д. И. Менделеева создавалась система высшего педагогического образования в Ханты-Мансийском автономном округе-Югре. В 1992 году был открыт первый в округе вуз — Нижневартовский государственный педагогический институт (ныне Нижневартовский государственный университет), а в 1996 году Сургутский государственный педагогический институт (ныне Сургутский государственный педагогический университет).

## Общие сведения
ТГСПА им. Д. И. Менделеева — одно из ведущих учебных заведений Тюменской области, Ханты-Мансийского и Ямало-Ненецкого автономных округов, в котором обучается более 6000 студентов. Около половины учителей этих регионов считают «менделеевку» своей «альма-матер». В период с 2000 по 2014 годы в состав академии (института) входили два филиала (в городах Салехарде и Новом Уренгое), представительство в Тюмени . В этот период действовало 12 факультетов, 42 кафедры, 6 научно-методических и 12 научно- исследовательских лабораторий, аспирантура, совет по защите кандидатских и докторских диссертаций, музей народного образования Тюменской области, центр информационных и образовательных технологий, студенческий центр и спортивный клуб,библиотека с уникальным фондом редкой книги.
Образовательный процесс в вузе осуществляли 280 преподавателей, из них: 34 доктора наук и 134 кандидата наук. Вуз осуществлял подготовку по 20 специальностям высшего профессионального образования, по 15 специальностям послевузовского образования (аспирантура),по 6 специальностям среднего профессионального образования, имел высокий рейтинг в системе высшего образования РФ и по основным показателям находился в одной рейтинговой группе с Иркутским, Ульяновским, Липецким, Смоленским, Пермским педагогическими университетами. Поскольку академия носит имя выдающегося учёного Д. И. Менделеева, особо чтятся традиции химического образования, в 2011 году построен новый учебный корпус химико-технологического факультета, оснащённый современным учебным и научным оборудованием, проводятся дни науки. С 2005 года ведет обучение по программам многоуровневого высшего профессионального образования (бакалавриат, магистратура). Участвует в проектах по международному образованию в рамках Болонского процесса в сотрудничестве с центром развития образования и международной деятельности «Интеробразование», осуществляет научно-исследовательскую деятельность в рамках федеральных и региональных грантов. В 2003—2013 годах издаются научные журналы «Вестник Тобольского государственного педагогического института им. Д. И. Менделеева», «Вестник Тобольской государственной социально-педагогической академии им. Д. И. Менделеева» и «Менделеевская ассамблея», регулярно издаётся газета"Менделеевец". За свою многолетнюю деятельность вуз подготовил более 40000 специалистов для системы образования и социальной сферы региона, является коллективным членом Российского психологического общества, входит в состав учебно-методического объединения по профессионально-педагогическому образованию РФ, является членом Ассоциации мини-футбола России (2011—2014 годы).

## Достижения
- Институту присвоено имя Дмитрия Ивановича Менделеева (1969 год)
- Вручено Красное знамя Министерства просвещения РСФСР (1989 год)
- Медаль «За динамизм и прогресс» (2008 год)
- Академия внесена в Федеральный реестр «Всероссийская книга почёта» (2008 год)[38]
- Лауреат конкурса «100 лучших вузов и НИИ России» (2010, 2011, 2012 годы)[39][40]
- Почётная грамота губернатора Тюменской области (2011 год)[41]
- Медали за лучшие студенческие научные работы: Российской академии наук — 3, Российской академии образования — 1, Министерства образования и науки РФ — 1 (2006—2011 годы)

## Известные выпускники
- Конев Юрий Михайлович — депутат Государственной Думы РФ третьего и четвёртого созывов, депутат Тюменской областной Думы|
- Корепанов Геннадий Семёнович — заместитель председателя Тюменской областной думы (2011—2016 годы)
- Барышников Николай Павлович — первый председатель Тюменской областной думы (1991 год)
- Попов Александр Владимирович — олимпийский чемпион по биатлону 1988 года, старший тренер мужской сборной Беларуси по лыжным гонкам
- Устюгов Сергей Александрович — чемпион и призёр чемпионатов мира по лыжным гонкам (2014—2017 годы)
- Филимонов Вадим Владимирович — мастер спорта международного класса по биатлону, чемпион России 2017 года
- Софронов Вячеслав Юрьевич — доктор исторических наук, профессор, сибирский писатель
- Абрамов Анатолий Владимирович — доктор педагогических наук, профессор
- Ермакова Елена Николаевна — доктор филологических наук, профессор
- Выхрыстюк Маргарита Степановна — доктор филологических наук, профессор
- Яркова Татьяна Анатольевна — доктор педагогических наук, профессор
- Редикульцев Виктор Фёдорович — глава Кондинского района Ханты-Мансийского автономного округа-Югры
- Тунгусов Юрий Фёдорович — директор Тобольского педагогического колледжа (педагогического училища),заслуженный учитель Российской Федерации
- Загороднюк Надежда Ивановна — научный сотрудник Тобольской комплексной научной станции Российской академии наук
- Зольников Николай Петрович — председатель Тобольской городской Думы(2012—2015 годы)
- Девятков Николай Михайлович — директор Тобольского профессионального лицея (1994—2004 годы)
- Майер Виктор Яковлевич — предприниматель, депутат Тобольской городской Думы (2005—2015 годы), руководитель фракции «Единая Россия» в Думе
- Останина Людмила Васильевна — директор Тобольского индустриального института (филиал Тюменского индустриального университета)
- Тереня Ольга Валерьевна — директор Тобольского колледжа искусств и культуры
- Клюсова Виктория Викторовна — кандидат педагогических наук,доцент, проректор по учебной работе ТГСПА им.Д. И. Менделеева (2006—2014 годы)
- Поспелов Валентин Тимофеевич — главный редактор газеты «Уватские известия» Уватского района Тюменской области
- Прибыльский Владислав Юрьевич — журналист, краевед
- Бортникова Ольга Николаевна — профессор Тюменского государственного университета
- Фёдорова Марина Ивановна — руководитель кафедры истории Омского аграрного университета
- Редькина Светлана Дмитриевна — кандидат педагогических наук, доцент,проректор по воспитательной работе ТГСПА им.Д. И. Менделеева (2006—2014 годы)
- Новосёлов Виктор Иванович — кандидат физико-математических наук, доцент, декан физико- математического факультета (2000—2011 годы)
- Шешукова Людмила Анатольевна — кандидат педагогических наук, доцент, декан биолого-химического факультета ТГСПА им. Д. И. Менделеева (1996—2014 годы)
- Садыкова Эльза Фаильевна — кандидат педагогических наук, доцент, заведующий кафедрой экологии, естествознания и методики преподавания естествознания ТГСПА им. Д. И. Менделеева (2007—2014 годы)
- Кропачева Наталья Анатольевна — кандидат педагогических наук, доцент, первый заместитель директора департамента образования и науки Тюменской области (2005—2007 годы)
- Зубова Яна Степановна — заместитель главы администрации города Тобольска по социальным вопросам (с 2011 года по настоящее время)
- Вартанян Арам Саркисович — кандидат педагогических наук, проректор по воспитательной работе Югорского государственного университета (город Ханты-Мансийск)

## Известные педагоги
- Прибыльский, Юрий Пантелеймонович — доктор исторических наук, профессор, почётный гражданин города Тобольска
- Новгородова Нина Андреевна — кандидат филологических наук, доцент, ветеран Великой Отечественной войны (1941—1945 года)
- Копылов Дмитрий Игнатьевич — кандидат исторических наук, руководитель кафедры обществоведения, автор ряда книг, основатель метода применения математических знаний в учебном курсе политэкономии[9].
- Бонифатьева Галина Трофимовна — директор музея народного образования Тюменской области, заслуженный деятель культуры Российской Федерации, почётный гражданин города Тобольска
- Промоторова Нина Васильевна — кандидат педагогических наук, доцент, проректор по учебной работе
- Коршун Тамара Васильевна — кандидат педагогических наук, доцент, проректор по заочному обучению
- Епишева Ольга Борисовна — доктор педагогических наук, профессор
- Макареня, Александр Александрович — доктор химических и педагогических наук, профессор
- Суртаева Надежда Николаевна — доктор педагогических наук, профессор
- Вафеев Равиль Айсаевич — доктор филологических наук, профессор
- Сайфулина Флёра Сагитовна — доктор филологических наук, профессор
- Хмелёва Валентина Никитична — кандидат филологических наук, доцент, заведующий кафедрой русского языка
- Панов Валерий Николаевич — декан физико-математического факультета, заведующий кафедрой общей физики
- Сыркин Виктор Абрамович — кандидат исторических наук, доцент, первый декан исторического факультета
- Орехова Наталья Николаевна — доктор филологических наук, профессор, почётный работник высшего профессионального образования Российской Федерации, заслуженный деятель науки Удмуртской Республики
- Головнёв Андрей Владимирович — член-корреспондент Российской академии наук, доктор исторических наук, профессор
- Глушков Игорь Геннадьевич — доктор исторических наук, профессор, советский и российский археолог
- Мартынова Елена Петровна — доктор исторических наук, профессор, этнограф
- Лаптева Марина Юрьевна — доктор исторических наук, профессор, эксперт по античной истории
- Казаков Рустям Хамзиевич — доктор педагогических наук, профессор кафедры общей физики
- Харитонцев Борис Степанович — доктор биологических наук, профессор, эксперт по систематизации растений

## Руководители
- Г. Я. Маляревский[42]
- А. А. Зырянов
- А.В Расторгуев
- И. В. Зайцев
- Н. М. Ковязин
- И. А. Александровский
- Б. В. Коновалов
- П. К. Животиков
- В. М. Дерябин
- Ф. М. Дягилев
- Ю. М. Конев[43]
- А. К. Карпов
- С. С. Яковенко
- С. В. Слинкин